# Абрикосов Олексій Олексійович
Олексій Олексійович Абрикосов (25 червня 1928, Москва — 29 березня 2017) — радянський і американський фізик, лауреат Нобелівської премії з фізики (2003), академік РАН, доктор фізико-математичних наук. Основні роботи зроблені в області фізики конденсованих середовищ.
З 1991 жив і працював у США, з 1999 громадянин США.

## Біографія
Олексій Абрикосов народився 25 червня 1928 року в родині відомих патологоанатомів — завідувача кафедри патологічної анатомії Другого Московського державного університету (з 1930 року — I Московський медичний інститут) академіка Олексія Івановича Абрикосова та асистента кафедри, прозектора Кремлівської лікарні Фані Давидівни Вульф.
Після закінчення школи 1943 року Абрикосов почав вивчати енерготехніку, але 1945 року перейшов до вивчення фізики. Після отримання диплома 1948 року він написав під керівництвом Л. Д. Ландау кандидатську дисертацію на тему «Термічна дифузія у повністю та частково іонізованих плазмах» і захистив її 1951 року в Інституті фізичних проблем у Москві. У цей же час його батьки були усунені від роботи в Кремлівській лікарні в ході кампанії проти так званих лікарів-шкідників. Після захисту Абрикосов залишився в інституті й захистив 1955 року докторську дисертацію з квантової електродинаміки високих енергій. 1965 року він очолив факультет теоретичної фізики суцільних середовищ в щойно заснованому Інституті теоретичної фізики.
З 1975 року Абрикосов — почесний доктор університету Лозанни.
1991 року прийняв запрошення Аргонської національної лабораторії в Іллінойсі й перебрався до США, а 1999 року став американським громадянином. Абрикосов є членом різних наукових установ, серед яких Національна академія наук США, Російська академія наук, Лондонське королівське товариство та Американська академія наук і мистецтв.
Крім наукової діяльності Олексій Олексійович також викладав:
- До 1969 року — в МДУ,
- В 1970–1972 роках — у Горьківському державному університеті,
- В 1972–1976 роках завідував кафедрою теоретичної фізики в МФТІ[12],

- У 1976–1991 роках він завідував кафедрою теоретичної фізики в МІСіС у Москві.

У 1988 році Абрикосов видав навчальний посібник «Основи теорії металів», написаний на основі його лекцій в МДУ, МФТІ та МІСіС . У США він викладав в університеті Іллінойсу (Чикаго) і в університеті штату Юта. В Англії він викладав в університеті Лафборо.
Олексій Олексійович Абрикосов одружений, виховав двох синів і дочку.
Помер 29 березня 2017 року у США.

## Наукові досягнення
Абрикосов спільно з Миколою Заварицьким, фізиком-експериментатором з Інституту фізичних проблем, виявив при перевірці теорії Гінзбурга — Ландау новий клас надпровідників — надпровідники другого типу. Цей новий тип надпровідників, на відміну від надпровідників першого типу, зберігає свої властивості навіть у присутності сильного магнітного поля (до 25 Тл). Абрикосов зміг пояснити такі властивості, розвиваючи міркування свого колеги Віталія Гінзбурга, утворенням регулярної ґратки магнітних ліній, які оточені кільцевими струмами. Така структура називається «вихровими ґратками Абрикосова», а окрема лінія в ґратці — вихром Абрикосова.
Абрикосов займався також проблемою переходу водню в металеву фазу всередині водневих планет, квантовою електродинамікою високих енергій, надпровідністю у високочастотних полях і в присутності магнітних включень (при цьому він відкрив можливість безщілинної надпровідності) і зміг пояснити зсув Найта при малих температурах шляхом урахування спін-орбітальної взаємодії. Інші роботи були присвячені теорії ненадплинного 3He і речовин при високих тисках, напівметалів і переходів метал-діелектрик, ефекту Кондо при низьких температурах (при цьому він передбачив резонанс Абрикосова — Сула) та побудові безщілинних напівпровідників. Інші дослідження стосувалися одновимірних або квазіодновимірних провідників і спінового скла.
Спільно з М. Б. Брантом, Є. А. Свистовою та С. М. Чудіновим Абрикосов зробив наукове відкриття «Явище фазових переходів речовини в магнітному полі», яке занесене в Державний реєстр відкриттів СРСР під № 156 з пріоритетом від 25 червня 1967.
В Аргонській національній лабораторії він зміг пояснити більшість властивостей високотемпературних надпровідників на основі купрату й встановив 1998 року новий ефект (ефект лінійного квантового магнітного опору), який був вперше виміряно ще в 1928 році П. Капіцею, але він ніколи не розглядався як самостійний ефект.
2003 року, спільно з В. Л. Гінзбургом та Е. Леггетом, Абрикосов отримав Нобелівську премію з фізики за «основоположні роботи з теорії надпровідників і надплинних рідин».
Він є членом редакційних колегій журналів «Теоретична й математична фізика», «Огляди з високотемпературної надпровідності», був членом редакційної колегії бібліотечки «Квант» (видавництво «Наука»).

## Цитати
- З інтерв'ю на Радіо Свобода, 2004:|  | Я поїхав з Росії в 1991 році. З тих пір я жодного разу в Росії не був, тому що, чесно кажучи, мені не дуже подобається те, що там відбувається. Кажуть про демократію, кажуть про ринкову економіку, насправді все йде прямо в зворотному напрямку. У Росії свого часу, коли я там був, я натерпівся досить. І з цієї нагоди я пишаюся тим, що ця <Нобелівська> премія вважається за Америкою. Я цим пишаюся. |

## Цікаві факти
Після присудження Нобелівської премії Абрикосов разом з Гінзбургом був запрошений на зустріч з президентом Росії Володимиром Путіним, однак не прийшов на неї.

## Нагороди
- Член-кореспондент Академії наук СРСР (нині Російська академія наук) з 1964 р.
- Ленінська премія, 1966 р.
- Почесний доктор університету Лозанни, 1975
- Орден «Знак Пошани»
- Орден Трудового Червоного Прапора
- Державна премія СРСР, 1982 р.
- Академік Академії наук СРСР (нині Російська академія наук) з 1987 р.
- Премія Ландау, 1989
- Премія Джона Бардіна, 1991
- Іноземний почесний член Американської академії наук і мистецтв, 1991
- Член Національної академії наук США, 2000
- Іноземний член Лондонського королівського товариства, 2001
- Нобелівська премія з фізики, 2003
- Золота медаль імені В. І. Вернадського Національної академії наук України, 2014[17]

## Публікації
- Абрикосов А. А., Горьков Л. П., Дзялошинский И. Е. Методы квантовой теории поля в статистической физике. — М. : ГИФМЛ, 1962. — 444 с.
- Абрикосов А. А. Основы теории металлов. — М. : Наука, 1987. — 520 с.
- Abrikosov A. A., Gorkov L. P., Dzyaloshinski I. E. Methods of Quantum Field Theory in Statistical Physics. — Courier Dover Publications, 1975.
- Статті та персоналії А. А. Абрикосова в журналі «Успіхи фізичних наук»  [Архівовано 18 березня 2011 у Wayback Machine.]